# Ruta de Illinois 176
La Ruta de Illinois 176, y abreviada IL 176 (en inglés: Illinois Route 176) es una carretera estatal estadounidense ubicada en el estado de Illinois. La carretera inicia en el sur desde la  IL 23     en Marengo hacia el norte en la  IL 131     en Lake Bluff. La carretera tiene una longitud de 66,4 km (41.28 mi).

## Mantenimiento
Al igual que las autopistas interestatales, y las rutas federales y el resto de carreteras estatales, la Ruta de Illinois 176 es administrada y mantenida por el Departamento de Transporte de Illinois por sus siglas en inglés IDOT.

## Cruces
La Ruta de Illinois 176 es atravesada principalmente por la .